# Stolephorus commersonnii
Stolephorus commersonnii är en fiskart som beskrevs av Lacepède, 1803. Stolephorus commersonnii ingår i släktet Stolephorus och familjen Engraulidae. Inga underarter finns listade i Catalogue of Life.